# Flocos de aveia

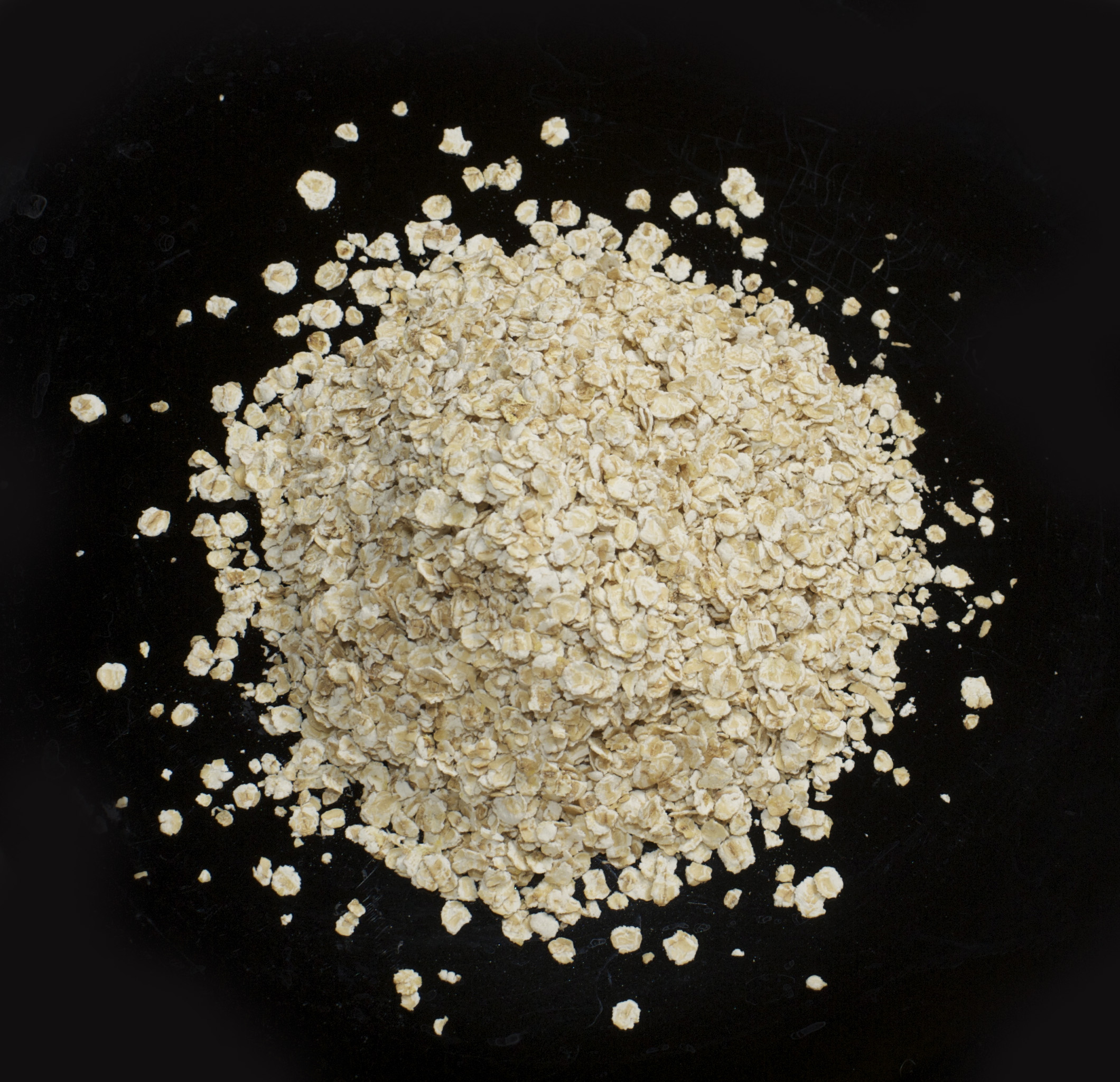
Flocos de aveia.

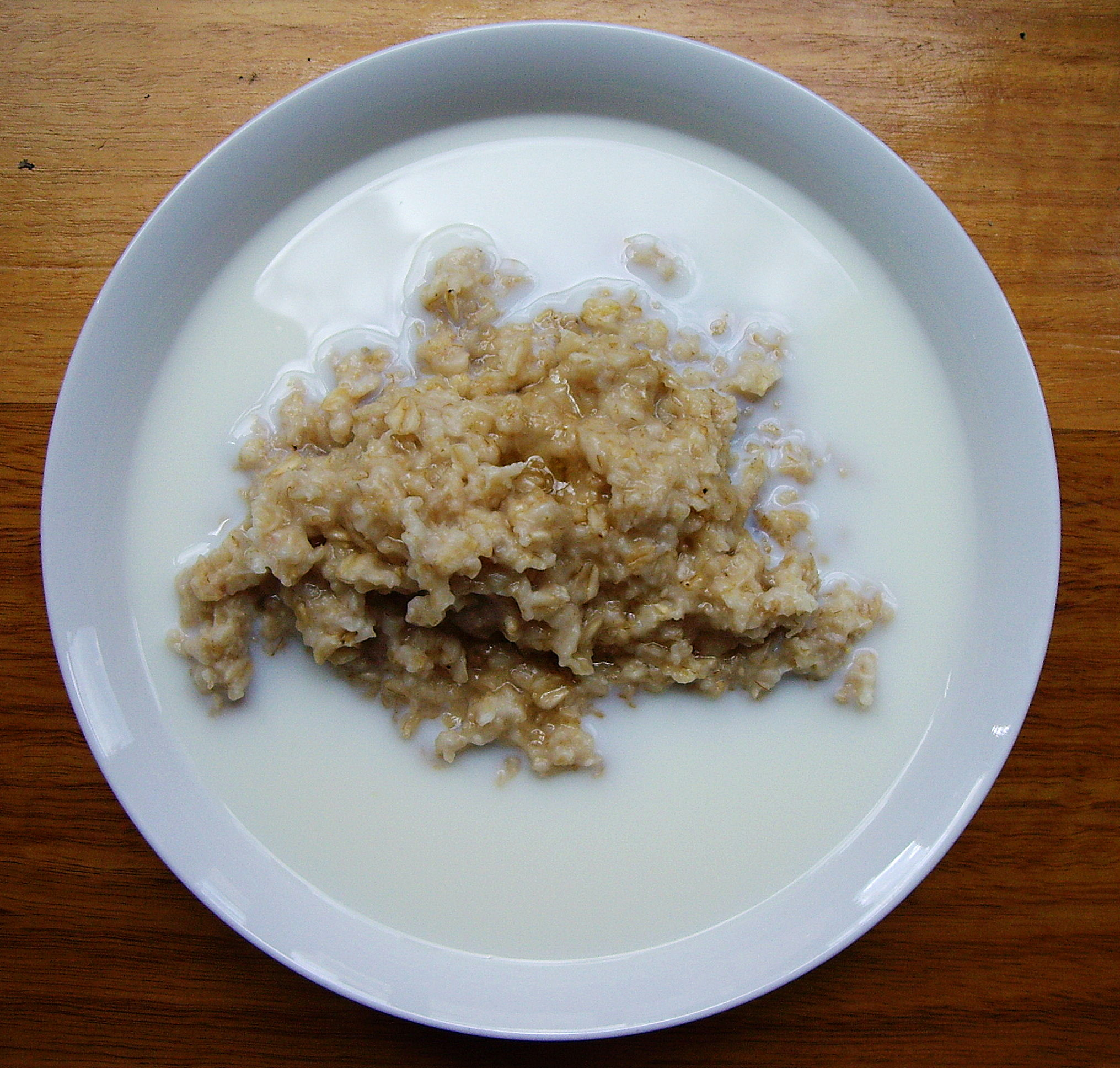
Papas de flocos de aveia (Havregrynsgröt) - um prato comum na Suécia.

Os flocos de aveia são uma forma comercial de apresentação dos grãos de aveia, que podem ser combinados com outros cereais. Esses grãos passam por um processo de esmagamento que resulta em flocos achatados, utilizados na culinária para o preparo de barras de cereal, granola, pães e mingaus.
Este alimento destaca-se pelo elevado valor nutricional, sendo uma rica fonte de fibras, proteínas, vitaminas e minerais essenciais, tornando-o um complemento saudável e nutritivo em diversas preparações alimentares. Por exemplo, em 100 gramas de aveia em flocos, encontram-se aproximadamente 66,6 g de carboidratos, 13,9 g de proteínas e 9,1 g de fibras alimentares. 
Os flocos de aveia são obtidos por meio do processamento dos grãos de aveia, que são descascados, submetidos a cozimento no vapor e prensados, originando flocos com diferentes texturas, como os finos ou os grossos.